# Acoma (pueblo)
Acoma ( /ˈækəmə/ ) é um pueblo americano nativo cerca de 60 milhas (97 km) a oeste de Albuquerque, Novo México, nos Estados Unidos. Quatro aldeias compõem o Acoma: Sky City (Antigo Acoma), Acomita, Anzac e McCartys. A tribo Acoma é uma entidade tribal reconhecida federalmente. A terra histórica de Acoma totalizava aproximadamente 5 000 000 acres (2 000 000 ha). A comunidade retém apenas 10% dessa terra, compondo a Reserva Indígena Acoma. Acoma é um marco histórico nacional.
De acordo com o Censo dos Estados Unidos de 2010, 4.989 pessoas foram identificadas como Acoma. Os Acoma ocuparam continuamente a área por mais de 2000 anos, tornando esta uma das mais antigas comunidades continuamente habitadas nos Estados Unidos (junto com pueblos Hopi). As tradições tribais de Acoma estimam que eles tenham vivido na aldeia por mais de dois mil anos.

## Nomes
O nome inglês Acoma foi emprestado do espanhol Ácoma (1583) ou Acóma (1598). O nome espanhol foi emprestado da palavra Acoma ʔáák'u̓u̓m̓é que significa 'pessoa de Acoma'. ʔáák'u̓u̓m̓é em si é derivado de ʔáák'u (singular, plural: ʔaak'u̓u̓m̓e̓e̓ʈʂʰa). O nome não tem nenhum significado na linguagem Acoma moderna. Algumas autoridades tribais ligam-na à palavra semelhante háák'u 'preparação, local de preparação' e sugerem que esta pode ser a origem do nome. O nome não significa 'cidade do céu'. Outros anciãos tribais afirmam que significa "lugar que sempre foi", enquanto pessoas de fora dizem que significa "pessoas da rocha branca".
Acoma foi escrito de várias outras formas em documentos históricos. Ákuma, dano, Acus, Acux, Aacus, Hacús, Vacus, Vsacus, Yacca, Acco, Acuca, Acogiya, Acuco, Coco, Suco, Akome, Acuo, Ako, e A'ku-me. A missão espanhola era San Esteban de Acoma.
Pueblo é a palavra espanhola para "aldeia" ou "cidade pequena" e "pessoas". No uso geral, aplica-se tanto às pessoas como à arquitetura única das tribos nativas do sudoeste.
Os Acoma são chamados de ʔáák'u [ʔɑ́ːk'ù] em Keresan Ocidental, Hakukya em Zuni e Haak'oh em Navajo.

## Língua
A língua Acoma é classificada na divisão ocidental das línguas keresan. Na cultura contemporânea de Acoma, a maioria das pessoas fala Acoma e Inglês. Anciãos foram forçados a falar espanhol.

## História

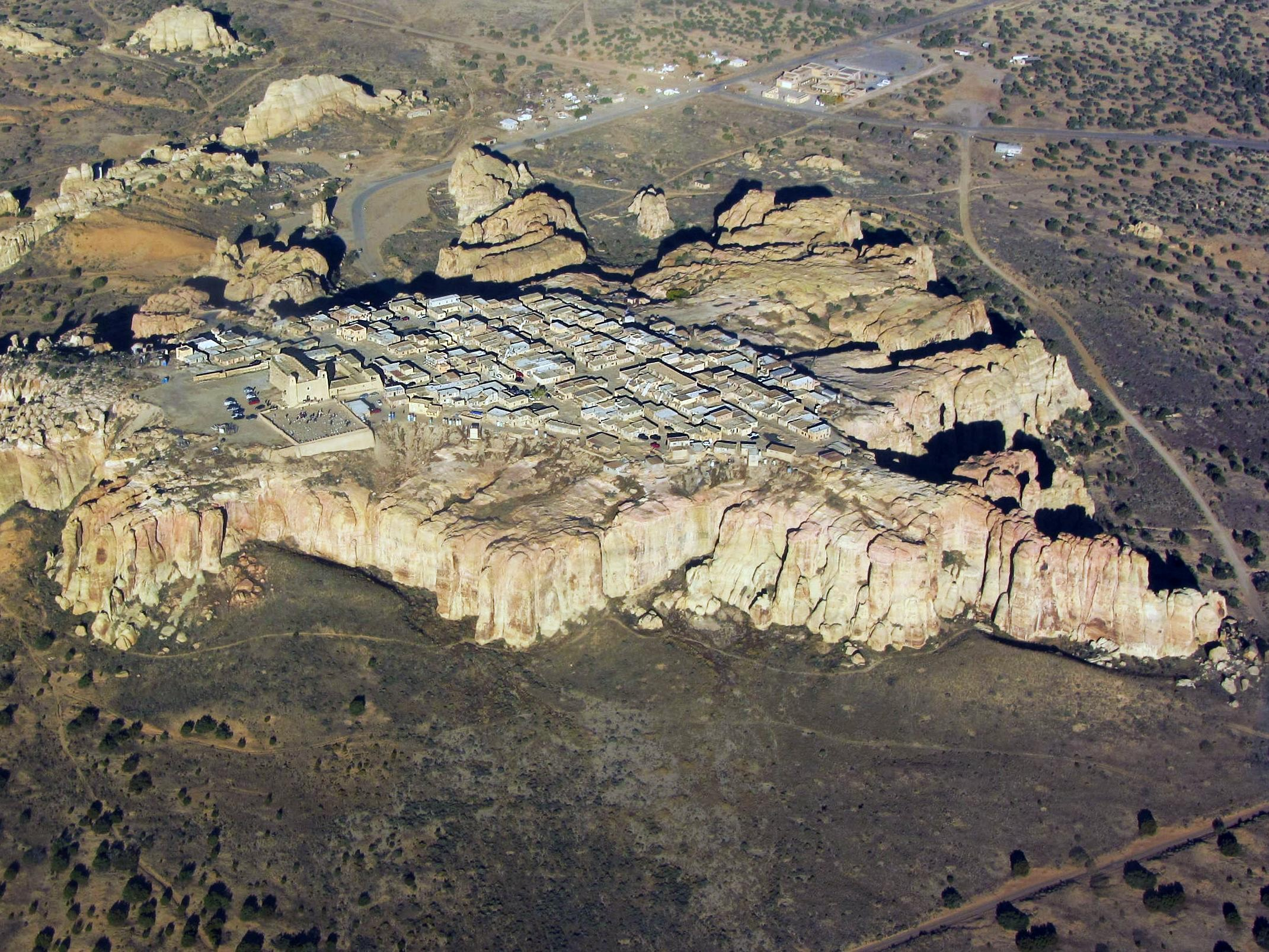
Vista aérea de Acoma

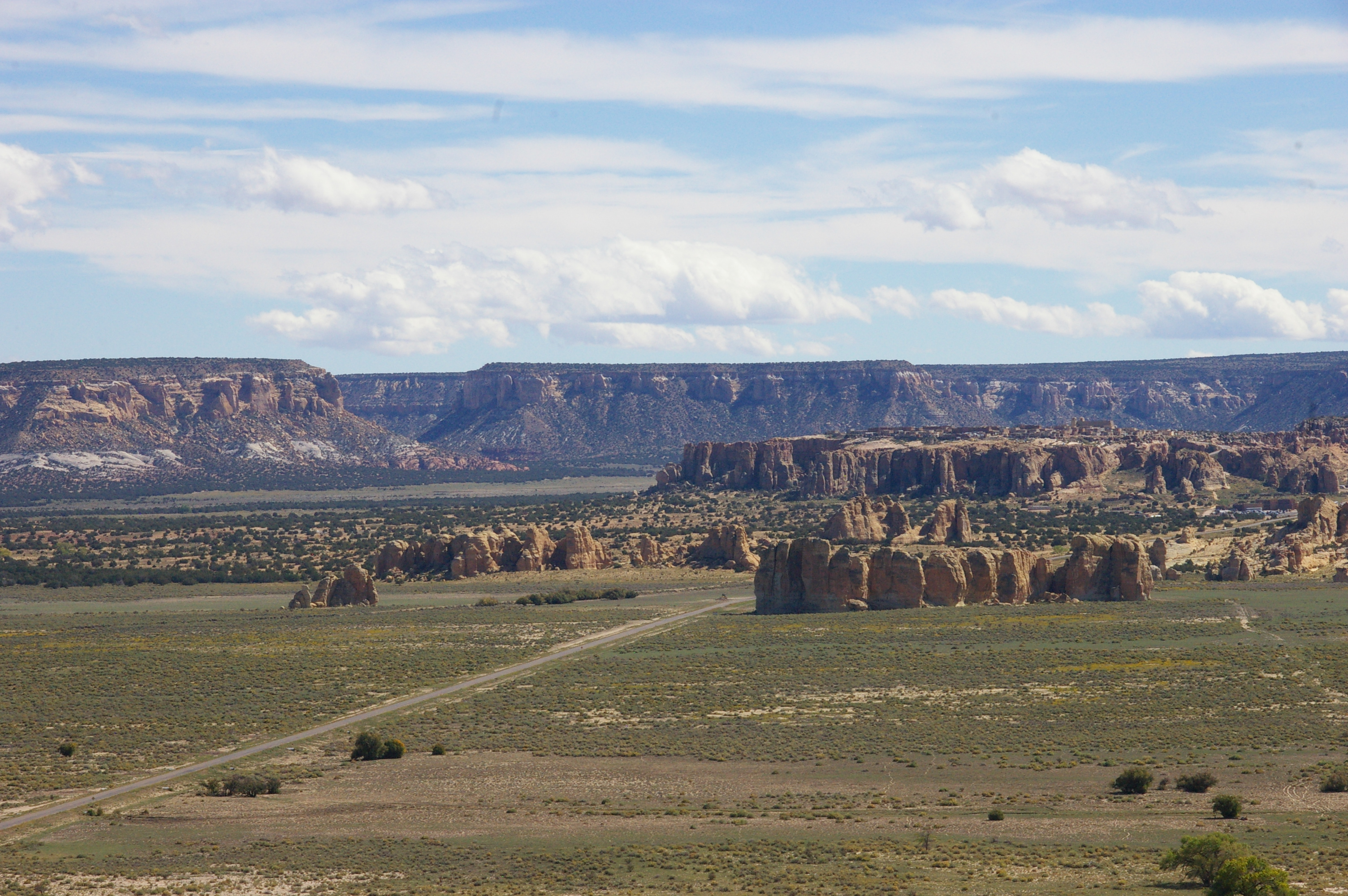
Uma visão da mesa de Acoma ao noroeste

### Origens e pré-história
Acredita-se que as pessoas de povoado indígena descendem dos Anasazi, Mogollon e outros povos antigos. Essas influências são vistas na arquitetura, estilo agrícola e arte dos Acoma. No século XIII, os Anasazi abandonaram suas terras natais devido às mudanças climáticas e à agitação social. Por mais de dois séculos, ocorreram migrações na área. O Pueblo Acoma surgiu no século XIII. No entanto, os próprios Acoma dizem que o povoado citadino Sky City foi estabelecido no século XI, com construções de tijolos já em 1144 na Mesa, indicando assim, devido à sua falta única de Adobe em sua construção, comprovando sua antiguidade. Esta data inicial fundadora faz do Acoma uma das primeiras comunidades continuamente habitadas nos Estados Unidos.
O Pueblo está situado em um 365 pés (110 m) da mesa, cerca de 60 milhas (97 km) a oeste de Albuquerque, Novo México. O isolamento e a localização do Pueblo abrigam a comunidade há mais de 1.200 anos. Eles procuraram evitar conflitos com os povos vizinhos Navajo e Apache.

### Contato europeu
A primeira menção de Acoma foi em 1539. Estevanico, um escravo, foi o primeiro não indiano a visitar Acoma e informou a Marcos de Niza, que relatou as informações ao vice-rei da Nova Espanha após o término de sua expedição. Acoma foi chamado o reino independente de Hacus. Ele chamou os encaconados de pessoas de Acoma, o que significava que eles tinham turquesa pendurada em suas orelhas e narizes.
O capitão Hernando de Alvarado, da expedição do conquistador Francisco Vázquez de Coronado descreveu o Pueblo (que eles chamavam de Acuco) em 1540 como "um lugar muito estranho construído sobre rocha sólida" e "um dos lugares mais fortes que vimos". Ao visitar o Pueblo, a expedição "arrependeu-se de ter subido ao local". Além do relatório de Alvarado: 
Essas pessoas eram ladrões, temidos por todo o país. A aldeia era muito forte, porque estava em uma rocha fora de alcance, tendo lados íngremes em todas as direções ... Havia apenas uma entrada de uma escada construída à mão ... Havia uma ampla escadaria de cerca de 200 degraus, em seguida, um trecho de cerca de 100 degraus mais estreitos e no topo eles tiveram que subir cerca de três vezes mais alto que um homem por meio de buracos na rocha, em que eles colocaram as pontas de seus pés, segurando ao mesmo tempo por as mãos deles. Havia uma muralha de pedras grandes e pequenas no alto, que elas podiam rolar sem se mostrar, de modo que nenhum exército poderia ser forte o suficiente para capturar a aldeia. No topo, tinham espaço para semear e armazenar uma grande quantidade de milho e cisternas para coletar neve e água.
Acredita-se que a expedição de Coronado tenha sido a primeira da Europa a encontrar os Acoma. (Estevan era um nativo marroquino). Alvarado relatou que primeiro os Acoma recusaram a entrada mesmo após persuasões, mas depois que Alvarado mostrou ameaças de um ataque, os guardas Acoma deram as boas-vindas aos espanhóis observando pacificamente que eles e seus cavalos estavam cansados. O encontro mostra que os Acoma tinham roupas feitas de pele de camurça, búfalo, e algodão tecido, bem como jóias turquesa, perus domésticos, pão, pinhões e milho. A aldeia parecia conter cerca de 200 homens.
Acoma foi visitado pelos espanhóis 40 anos depois, em 1581, por Fray Agustín Rodríguez e Francisco Sánchez Chamuscado, com 12 soldados, 3 outros frades e 13 outros, inclusive servos indianos. Os Acoma neste momento foram relatados como um pouco defensivos e com medo. Esta resposta pode ter sido devido ao conhecimento da escravidão espanhola de outros índios para trabalhar em minas de prata na área. No entanto, eventualmente, o partido Rodríguez e Chamuscado convenceu-os a trocar bens por alimentos. Os relatórios do espanhol dizem que o povoado tinha cerca de 500 casas de três ou quatro andares de altura.
Em 1582, Acoma foi visitado novamente por Antonio de Espejo por três meses. Os Acoma foram relatados vestindo mantas. Espejo também notou a irrigação em Acomita, a aldeia agrícola no vale norte perto do rio San Jose, que ficava a duas léguas da planície. Ele viu evidências de comércio intertribal com "montanha Querechos". A história oral de Acoma não confirma este comércio, mas apenas fala de mensageiros comuns de e para a mesa e Acomita, McCartys Village e Seama.
Juan de Oñate pretendia colonizar o Novo México a partir de 1595 (ele manteve a área formalmente em abril de 1598). O guerreiro Acoma Zutacapan ouviu falar desse plano e avisou a mesa e organizou uma defesa. No entanto, um ancião indígena Chumpo dissuadiu a guerra em parte para evitar mortes e em parte baseado no filho de Zutancalpo (filho de Zutacapan) mencionando a crença generalizada de que os espanhóis eram imortais. Assim, quando Oñate visitou em 27 de outubro de 1598, Acoma encontrou-o pacificamente sem resistência à exigência de rendição e obediência relatada por Oñate. Oñate demonstrou seu poder militar disparando uma saudação de arma. Zutacapan ofereceu-se para encontrar Oñate formalmente no kiva religioso, que é tradicionalmente usado como o local para fazer juramentos sagrados e promessas. No entanto, Oñate estava com medo da morte e, em suspeita de ignorância dos costumes de Acoma, recusou-se a entrar pela escada do telhado para as câmaras escuras de kiva. Purguapo foi outro homem Acoma entre quatro escolhidos para as negociações do espanhol.
Gaspar Pérez de Villagrá visitou Acoma logo depois da partida de Oñate sozinho com um cachorro e um cavalo e pediu outros suprimentos. Villagrá se recusou a sair de seu cavalo e saiu para seguir a festa de Oñate. No entanto, Zutacapan convenceu-o a voltar para receber suprimentos. No interrogatório de Zutacapan, Villagrá disse que 103 homens armados estavam a dois dias de distância de Acoma. Zutacapan então disse a Villagrá para deixar Acoma.
Em 1º de dezembro de 1598, Juan de Zaldívar, sobrinho de Oñate, chegou a Acoma com 20-30 homens e negociou pacificamente com eles e teve que esperar alguns dias por sua ordem de milho moído. Em 4 de dezembro, Zaldívar foi com 16 homens blindados até Acoma para descobrir o milho. Zutacapan os encontrou e os dirigiu para as casas com o milho. O povo de Zaldívar então se dividiu em grupos para coletar o milho. A tradicional narrativa oral de Acoma conta que um grupo atacou algumas mulheres de Acoma que lideravam os guerreiros de Acoma para retaliar. Os documentos espanhóis não denunciam um ataque às mulheres e dizem que a divisão dos homens foi uma reação ao plano de Zutacapan de matar o partido de Zaldívar. Os Acoma mataram 12 dos espanhóis, incluindo Zaldívar. Cinco homens escaparam, embora um tenha morrido de saltar sobre a cidadela, deixando quatro para fugir com o acampamento restante.
Em 20 de dezembro de 1598, Oñate soube da morte de Zaldívar e, depois de encorajar os conselhos dos frades, planejou um ataque de vingança, além de ensinar uma lição a outros pueblos. Acomas pediu ajuda de outras tribos para se defender dos espanhóis. Entre os líderes estavam Gicombo, Popempol, Chumpo, Calpo, Buzcoico, Ezmicaio e Bempol (um líder de guerra Apache recrutado). Em 21 de janeiro de 1599, Vicente de Zaldívar (irmão de Juan de Zaldívar) chegou a Acoma com 70 soldados. O massacre de Acoma começou no dia seguinte e durou três dias. Em 23 de janeiro, os homens conseguiram escalar o sul da mesa despercebido pelos guardas Acoma e romper o pueblo. Os espanhóis arrastaram um canhão pelas ruas derrubando paredes de adobe e queimaram a maior parte da vila, matando 800 pessoas (dizimaram 13% da população de 6.000) e aprisionando cerca de 500 outras. O pueblo se rendeu ao meio-dia de 24 de janeiro. Zaldívar perdeu apenas um dos seus homens. Os espanhóis amputaram os pés direitos dos homens com mais de 25 anos e os forçaram à escravidão por 20 anos. Eles também levaram homens com idades entre 12 e 25 anos e mulheres com mais de 12 anos longe de seus pais, colocando a maioria deles em escravidão por 20 anos. Os Acoma escravizados foram entregues a funcionários do governo e várias missões. Dois outros índios que visitavam Acoma na época tiveram as mãos direitas cortadas e foram enviados de volta para seus respectivos povoados como um aviso das conseqüências para resistir aos espanhóis. No lado norte da planície, uma fileira de casas ainda retém marcas do fogo iniciado por um canhão durante a Guerra dos Acoma. (Oñate foi posteriormente exilado do Novo México por má administração, falsa informação e crueldade por Filipe III de Espanha).

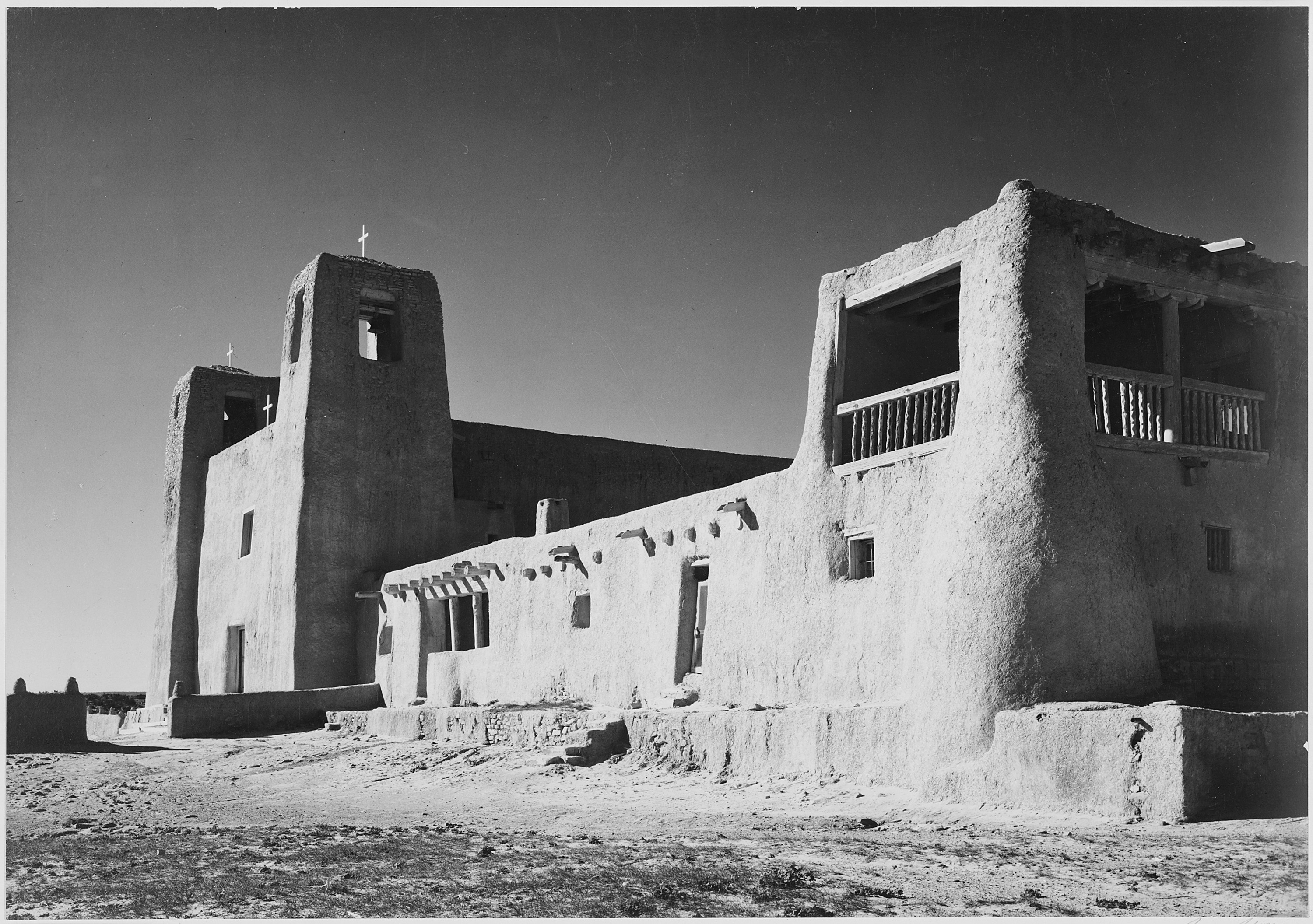
Missão San Esteban Rey foi construída c.1641, fotografia por Ansel Adams, c.1941

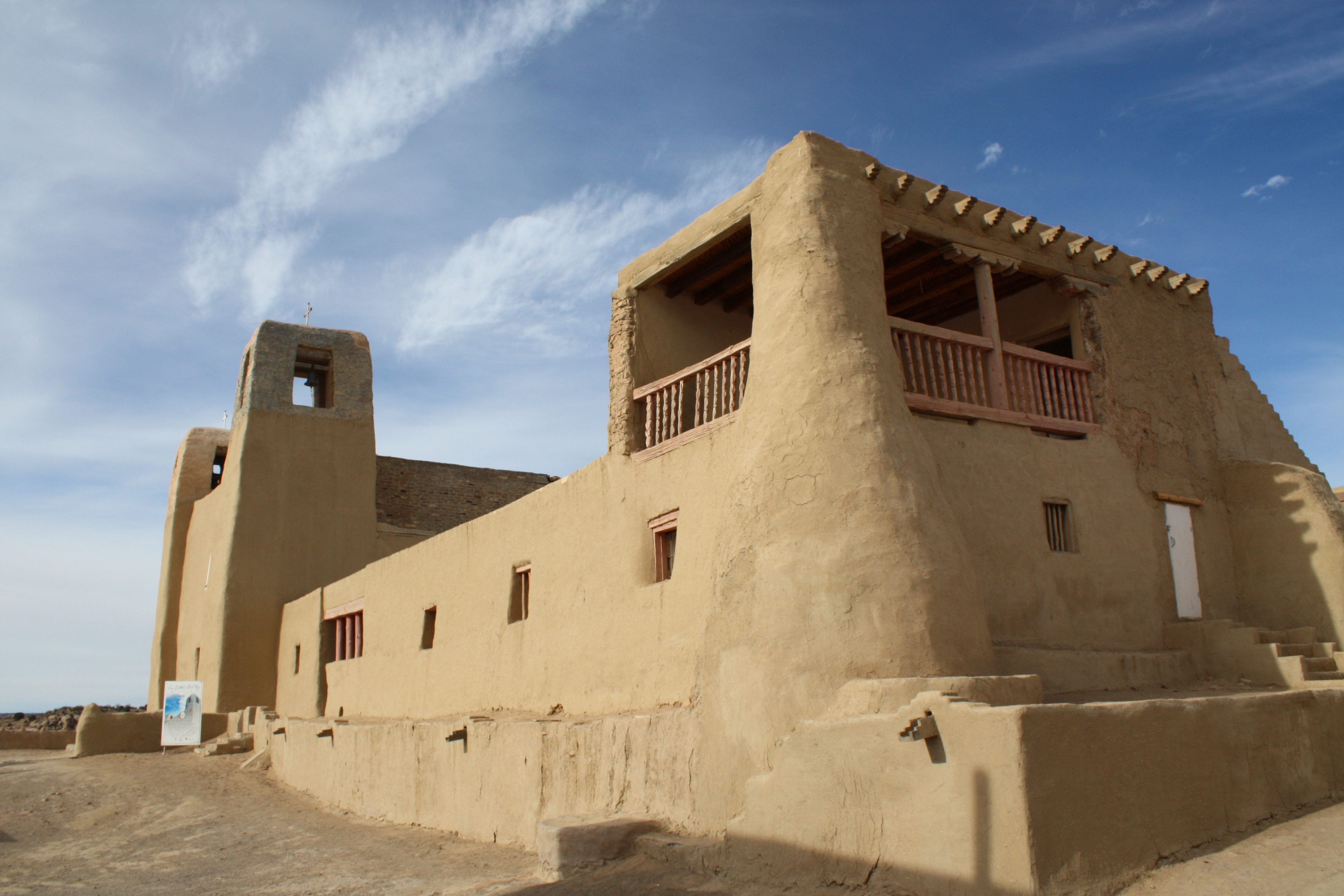
Uma visão de 2009 do mesmo edifício, onde as modificações arquitetônicas são aparentes

Sobreviventes do Massacre de Acoma reconstruíram sua comunidade 1599–1620. Oñate forçou os Acoma e outros índios locais a pagar impostos em colheitas, algodão e mão-de-obra. O domínio espanhol também trouxe missionários católicos para a área. Os espanhóis renomearam os pueblos com os nomes de santos e começaram a construir igrejas neles. Eles introduziram novas culturas para os Acoma, incluindo pêssegos, pimentas e trigo. Um decreto real de 1620 criou escritórios civis espanhóis em cada povoado, incluindo Acoma, com um governador nomeado para assumir o comando. Em 1680 ocorreu a Revolta Pueblo, com a participação de Acoma. A revolta trouxe refugiados de outros pueblos. Aqueles que eventualmente saíram de Acoma mudaram-se para outro lugar para formar Laguna Pueblo.
Os Acoma sofreram alta mortalidade por epidemias de varíola, já que não tinham imunidade para essas doenças infecciosas eurasianas. Eles também sofreram ataques dos apaches, comanches e do povo ute. Na ocasião, os Acoma ficariam do lado dos espanhóis para lutar contra essas tribos nômades. Forçados a adotar formalmente o catolicismo, os Acoma passaram a praticar sua religião tradicional em segredo e combinaram elementos de ambos em uma mistura sincrética. O casamento e a interação se tornaram comuns entre os Acoma, outros pueblos e aldeias hispânicas. Essas comunidades se misturariam em uma espécie de crioulização para formar a cultura do Novo México.

#### Missão San Esteban Del Rey
Entre 1629 e 1641, o Padre Juan Ramirez supervisionou a construção da Igreja Missionária San Estevan Del Rey. Os Acoma foram ordenados a construir a igreja, movendo 20 000 tonelada curtas (18 000 t)   de adobe, palha, arenito e lama para a mesa para as paredes da igreja. A Pinus poderosa foi trazido por membros da comunidade do Monte Taylor, mais de 40 milhas (64 km) de distância. Os Os 6 000 pés-quadrados (560 m²) da igreja tem um altar ladeado por 60 pés (18 m) pilares de madeira alta. Estes são esculpidos à mão em desenhos vermelhos e brancos representando crenças cristãs e indígenas. Os Acoma sabem que as mãos de seus ancestrais construíram essa estrutura e a consideram um tesouro cultural.
Em 1970, foi colocado no Registro Nacional de Lugares Históricos. Em 2007, a igreja missionária foi designada como Patrimônio Histórico Nacional, o único local nativo americano naquele ranking identificado pelo National Trust for Historic Preservation, uma organização sem fins lucrativos.

### Séculos XIX e XX

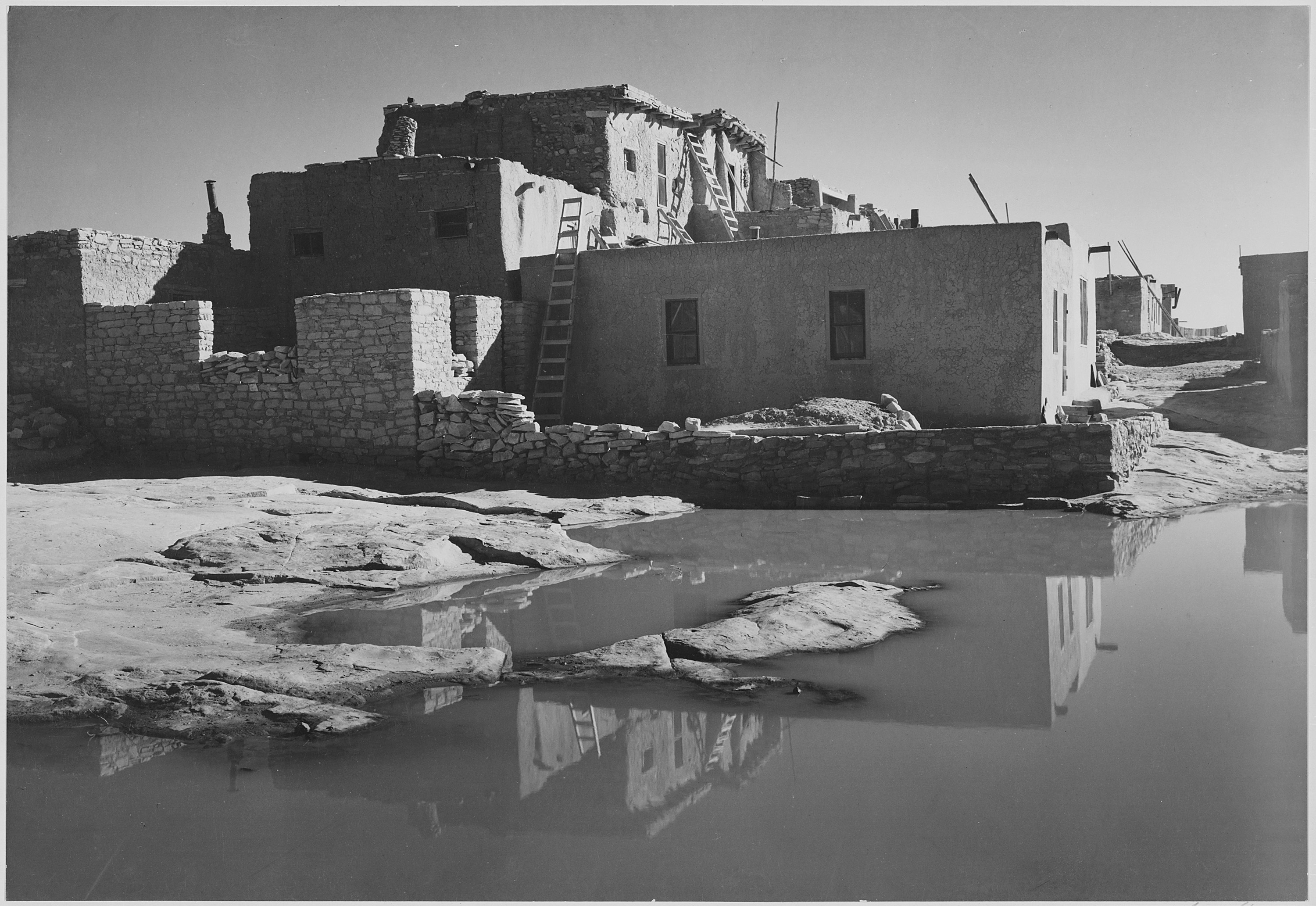
O pueblo em 1933-1942 (Ansel Adams)

Durante o século XIX, o povo Acoma, ao mesmo tempo em que tentava defender a vida tradicional, também adotou aspectos da cultura e da religião espanhol antes rejeitadas. Na década de 1880, as ferrovias trouxeram um número maior de colonos e acabaram com o isolamento dos pueblos.
Na década de 1920 o Conselho de Todos os Pueblos da Índia reuniu-se pela primeira vez em mais de 300 anos. Respondendo ao interesse do Congresso em apropriar-se de terras de Pueblo, o Congresso dos EUA aprovou a Lei de Terras de Pueblo em 1924. Apesar dos sucessos na manutenção de suas terras, os Acoma tiveram dificuldades durante o século XX tentando preservar suas tradições culturais. Os missionários protestantes estabeleceram escolas na área, e o Bureau de Assuntos Indígenas forçou as crianças Acoma em internatos. Em 1922, a maioria das crianças da comunidade estava em internatos, onde foram forçadas a usar o inglês e a praticar o cristianismo. Várias gerações ficaram isoladas de sua própria cultura e língua, com efeitos severos em suas famílias e sociedades.

### Atualmente

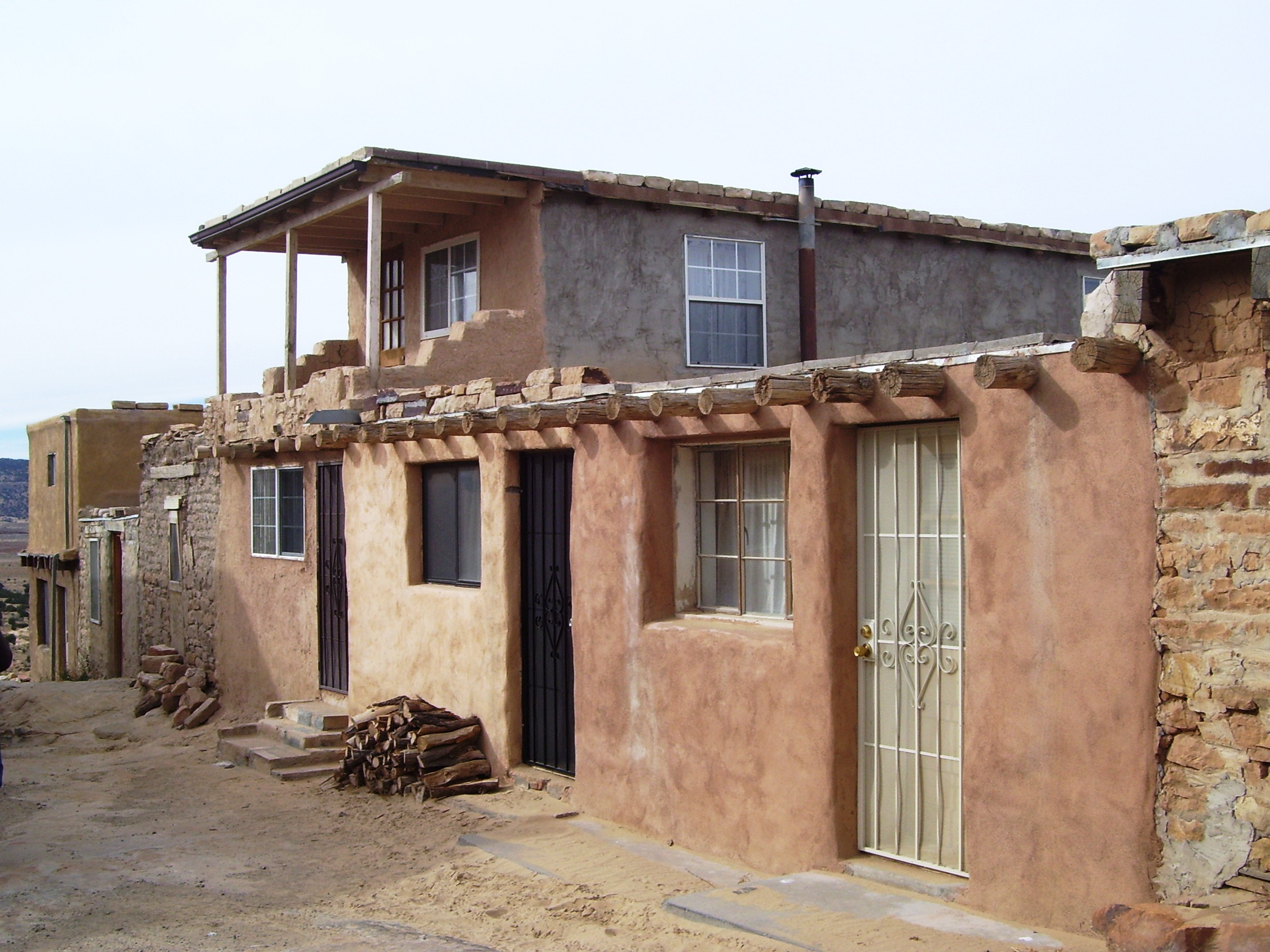
Uma rua no pueblo de 2012

Hoje, cerca de 300 edifícios de adobe de dois e três andares estão sobre a mesa, com escadas externas usadas para acessar os níveis superiores onde os moradores moram. O acesso à mesa é feito por uma estrada que explode na face da rocha durante a década de 1950. Aproximadamente 30 ou mais pessoas vivem permanentemente na planície, com a população aumentando nos finais de semana à medida que os membros da família vêm visitar e turistas, cerca de 55.000 por ano, visitam o dia.
Acoma não tem eletricidade, água corrente ou esgoto. Uma reserva envolve a mesa, totalizando 600 milha quadradas (1 600 km2). Os membros tribais vivem tanto na reserva como fora dela. A cultura contemporânea de Acoma permanece relativamente fechada, no entanto. Segundo o censo de 2000 dos EUA, 4.989 pessoas se identificam como Acoma.

## Cultura

### Governança e reserva
O governo dos Acoma era mantido por dois indivíduos: um cacique, ou chefe do Pueblo, e um capitão de guerra, que serviria até a morte. Ambos os indivíduos mantiveram fortes conexões religiosas ao seu trabalho, representando a teocracia da governança dos Acoma. Os espanhóis eventualmente impuseram um grupo para supervisionar o Pueblo, mas seu poder não foi levado a sério pelos Acoma. O grupo espanhol trabalharia com situações externas e compreendia um governador, dois vice-governadores e um conselho. Os Acoma também participaram do All Indian Pueblo Council, que começou em 1598 e surgiu novamente no século XX.
Hoje, o Acoma controla aproximadamente 500 000 acres (200 000 ha) da sua terra tradicional. Mesas, vales, colinas e arroios pontuam a paisagem com uma média de 7 000 pés (2 100 m) em altitude com cerca de 10 polegadas (250 mm) de chuva a cada ano. Desde 1977, os Acoma aumentaram seu domínio através de várias aquisições de terras. Na reserva, apenas membros da tribo podem possuir terras e quase todos os membros registrados moram na propriedade. O cacique ainda está ativo na comunidade e é do clã Antelope. O cacique nomeia membros do conselho tribal, funcionários e o governador.
Em 2011, o Acoma e o Pueblo de Santa Clara foram vítimas de fortes inundações. O Novo México forneceu mais de US $ 1 milhão para financiar a preparação para emergências e reparação de danos para as vítimas e a governadora Susana Martinez solicitou financiamento adicional da Agência Federal de Gerenciamento de Emergências.

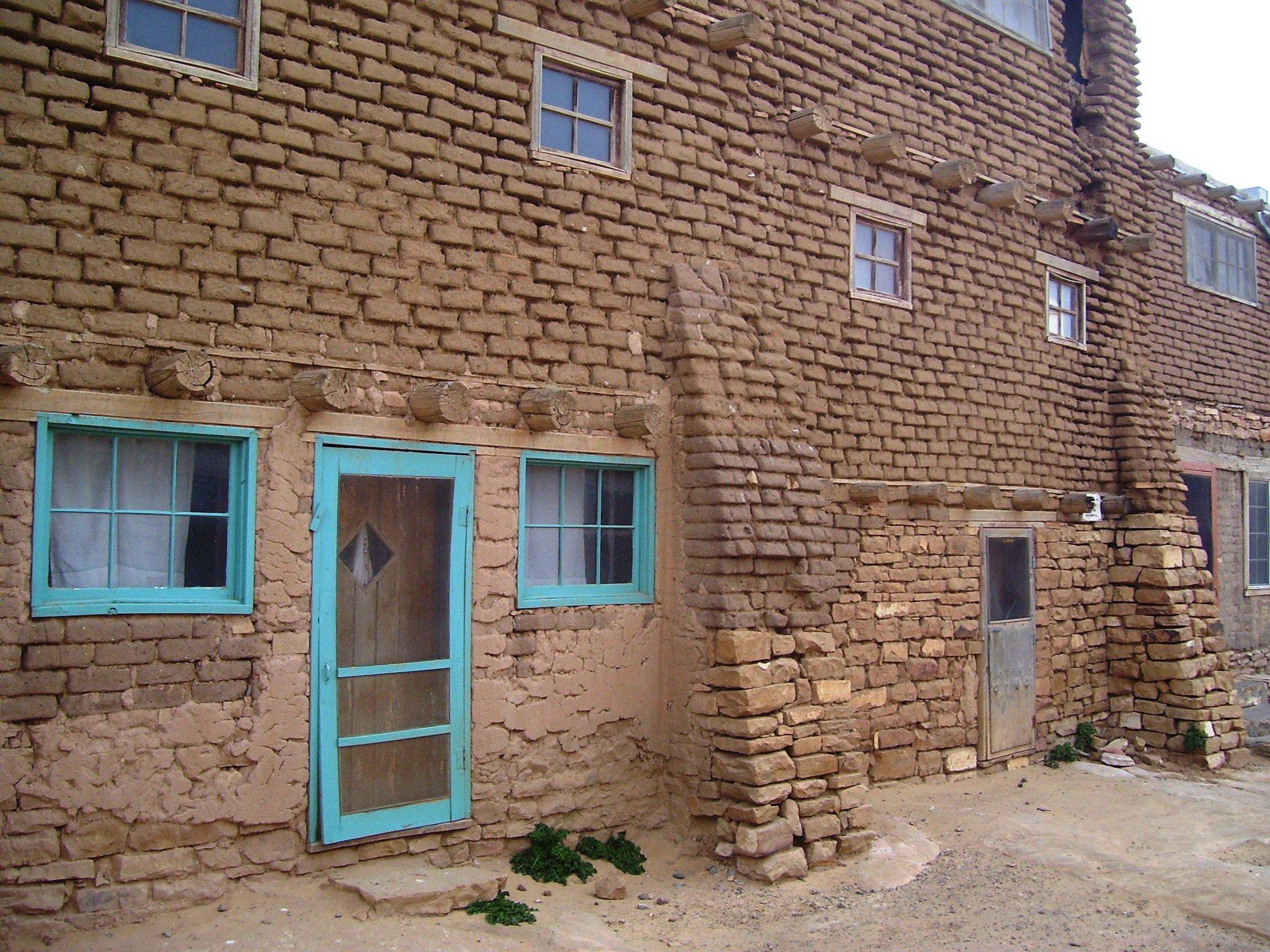
Um edifício de três andares reforçado, e uma relíquia da antiga arquitetura de tijolos do século XI que ainda permanecem em pequeno número no Pueblo

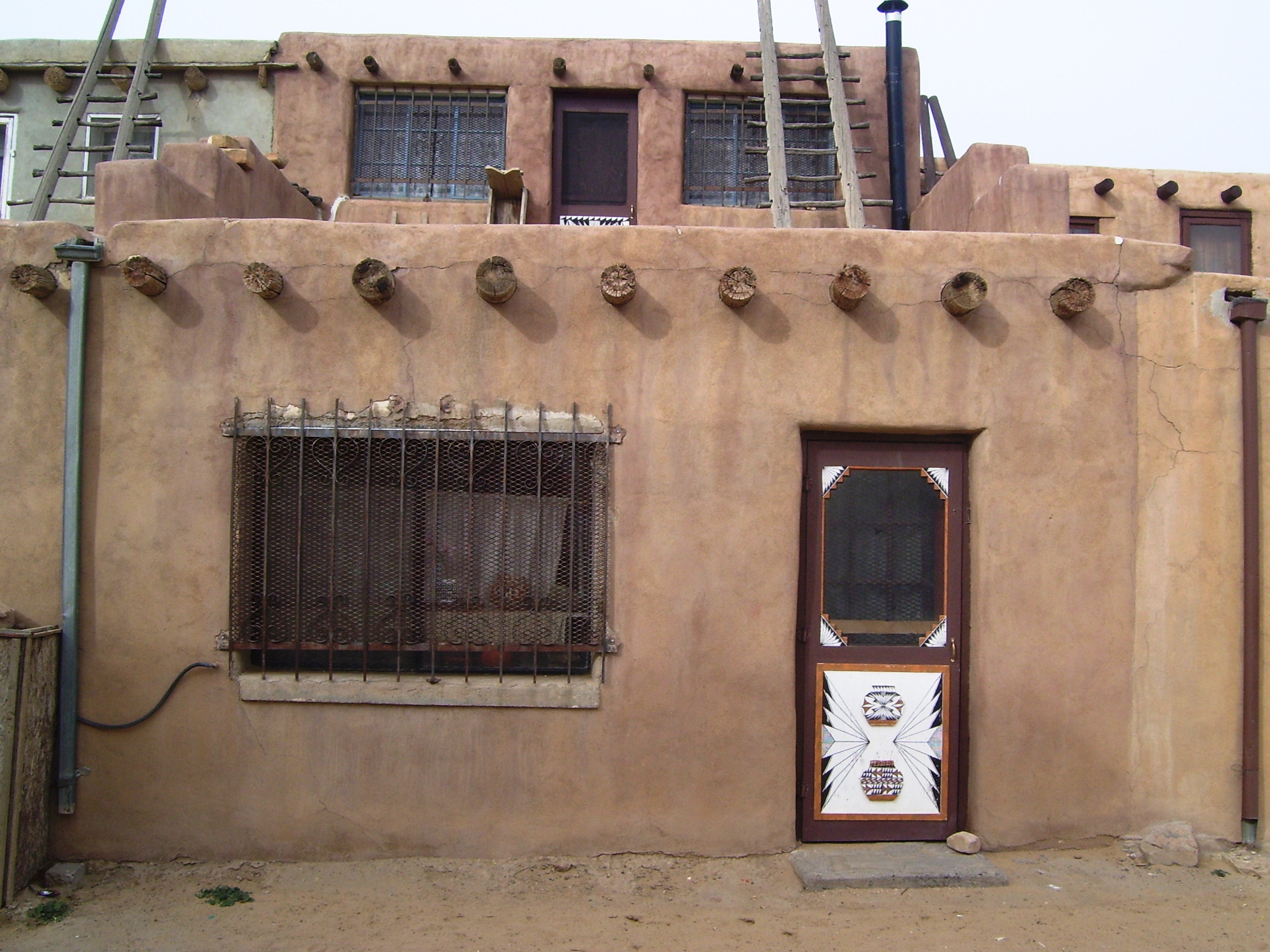
Uma casa com uma porta decorada

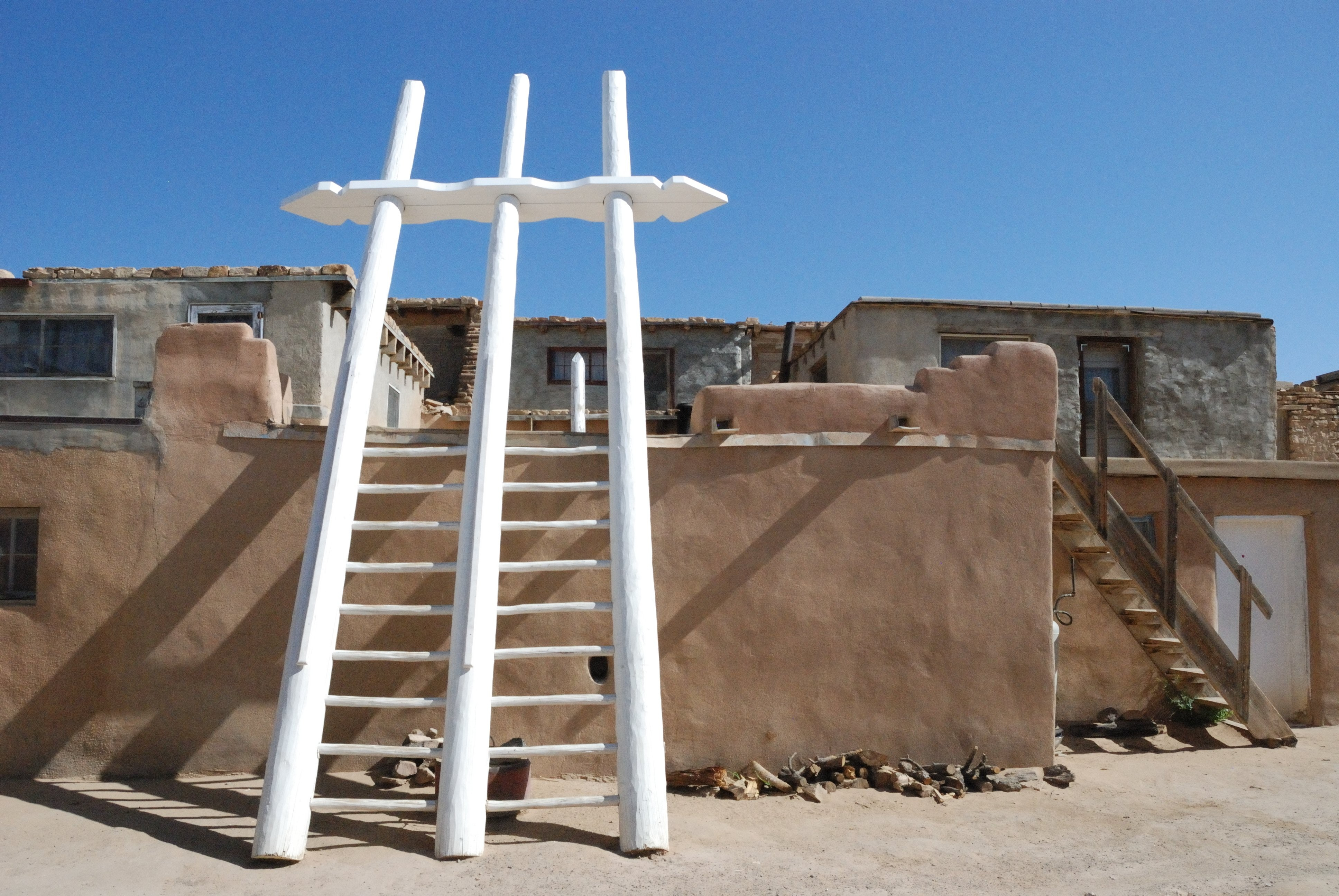
Uma escada de madeira tradicional leva à entrada do segundo andar de uma kiva, uma câmara de contemplação religiosa

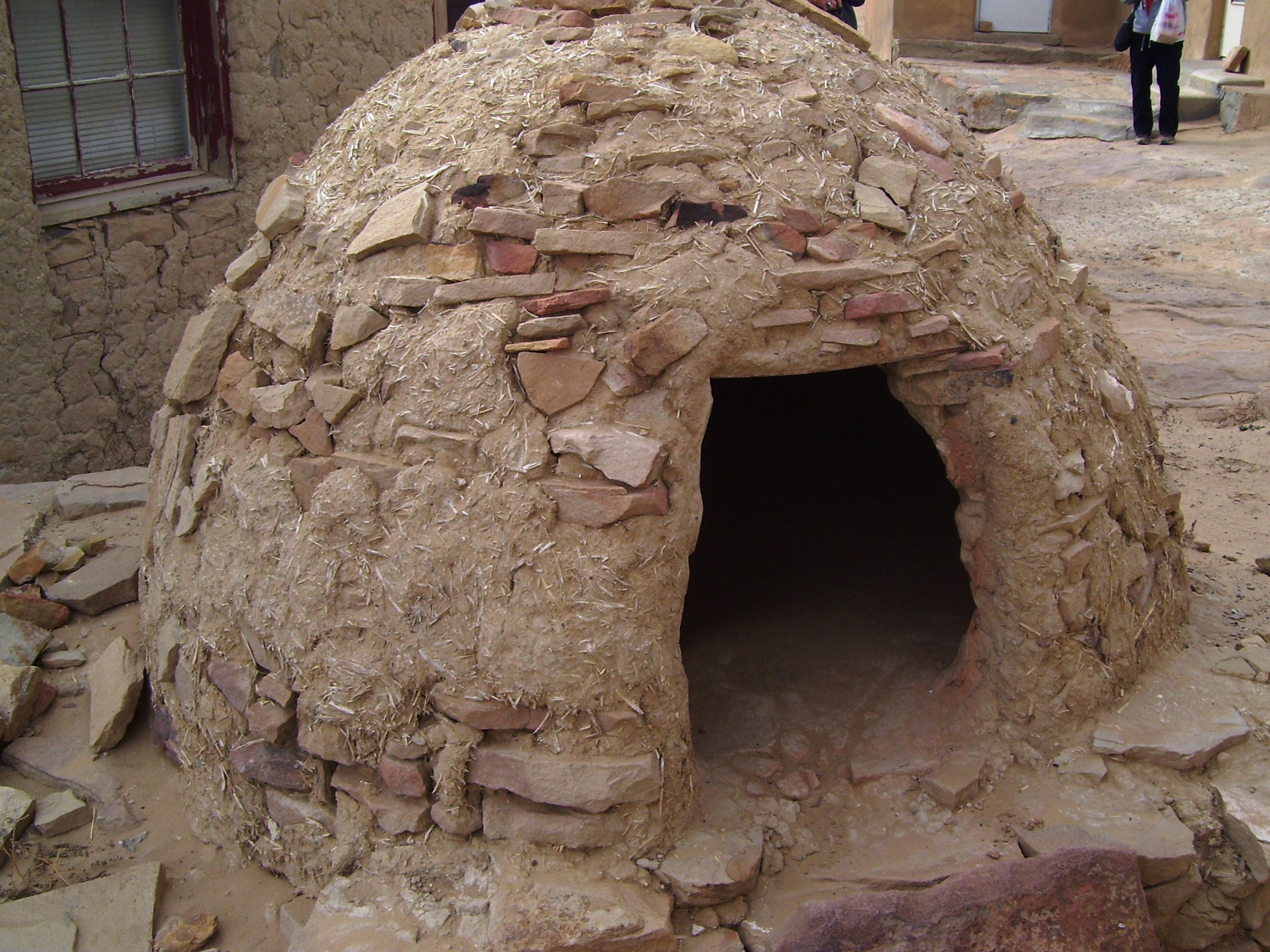
Um horno tradicional, um forno de barro adobe

### Guerra e armamento
Historicamente, os engajamentos na guerra eram comuns para Acoma, como outros Pueblos. As armas usadas incluíam tacos, pedras, lanças e dardos. Os Acoma mais tarde serviriam como auxiliares para forças sob a Espanha e o México, lutando contra ataques e protegendo comerciantes na Trilha de Santa Fé. Depois do século XIX, as tribos invasoras eram menos ameaçadoras e a cultura militar dos Acoma começou a declinar. A posição do capitão de guerra eventualmente mudaria para uma função civil e religiosa.

### Arquitetura
Acoma tem três fileiras de edifícios de três andares, em estilo de apartamento, voltados para o sul, no topo da planície. Os edifícios são construídos de tijolos de adobe com vigas no telhado que foram cobertos com varas, escovas e depois reboco. O telhado de um nível serviria como piso para outro. Cada nível é conectado a outros por escadas, servindo como uma ajuda defensiva única; as escadas são a única maneira de entrar nos edifícios, já que o design tradicional não tem janelas ou portas. Os níveis mais baixos dos edifícios foram usados para armazenamento. Os fornos de cozimento estão do lado de fora dos prédios, com a água sendo coletada de duas cisternas naturais. Acoma também tem sete kivas retangulares e uma praça de aldeia que serve como o centro espiritual da aldeia.

### Vida familiar
Cerca de 20 clãs matrilineares foram reconhecidos pelos Acoma. A criação tradicional de crianças envolveu muito pouca disciplina. Os casais eram geralmente monogâmicos e o divórcio era raro com um enterro rápido após a morte, seguido por quatro dias e noites de vigília. As mulheres usavam vestidos de algodão e sandálias ou botas altas de mocassim. Roupas tradicionais para homens envolviam saias de algodão e sandálias de couro. Pele de coelho e cervo também era usada para roupas e vestes. No século XVII, os cavalos foram introduzidos no povoado pelos espanhóis. A educação era supervisionada por chefes de kiva que ensinavam sobre comportamento humano, espírito e corpo, astrologia, ética, psicologia infantil, oratória, história, dança e música.
Desde os anos 1970, o Acoma mantém o controle sobre os serviços de educação, que têm sido fundamentais na manutenção dos estilos de vida tradicionais e contemporâneos. Eles compartilham uma escola secundária com Laguna Pueblo. Alcoolismo, uso de drogas e outros problemas de saúde são proeminentes na reserva e os hospitais e curandeiros do Serviço de Saúde Indiano cooperam para combater problemas de saúde. O álcool é proibido no povoado indígeno. A comunidade é servida pelo Hospital Acoma-Canoncito-Laguna (ACL), administrado pela Indian Health Services e localizado em Acoma. Hoje, 19 clãs ainda permanecem ativos.

### Religião
A religião tradicional de Acoma enfatiza a harmonia entre a vida e a natureza. O sol é um representante da Divindade Criadora. As montanhas que cercam a comunidade, o sol acima e a terra abaixo ajudam a equilibrar e definir o mundo Acoma. Cerimônias religiosas tradicionais podem girar em torno do clima, incluindo a busca de garantir uma chuva saudável. Os Acoma também usam kachinas em rituais. Os pueblos também tinham um ou mais kivas, que serviam como câmaras religiosas. O líder de cada povoado seria o líder religioso da comunidade, ou cacique. O cacique observaria o sol e o usaria como guia para o agendamento de cerimônias, algumas das quais eram mantidas em segredo.
Muitos Acoma são católicos, mas misturam aspectos do catolicismo e sua religião tradicional. Muitos antigos rituais ainda são realizados. Em setembro, os Acoma honram seu santo padroeiro, Santo Estêvão. Para o dia da festa, a mesa é aberta ao público para a celebração. Mais de 2.000 peregrinos participam do Festival de San Esteban. A celebração começa em San Esteban Missão Rey Del e um pinheiro esculpida efígie de Santo Estêvão é removido do altar e levada para a praça principal com as pessoas cantando, disparando rifles e tocando sinos steeple. A procissão então passa pelo cemitério, pelas ruas estreitas e até a praça. Ao chegar na praça, a efígie é colocada em um santuário forrado com mantas trançadas e guardado por dois homens Acoma. Uma celebração segue com dança e festa. Durante o festival, os vendedores vendem produtos como a cerâmica tradicional e a culinária.

### Subsistência
Antes do contato com os espanhóis, o povo Acoma comeu principalmente milho, feijão e abóbora. Mut-tze-nee era um popular pão de milho fino. Eles também criavam perus, tabaco e girassóis. Os Acoma caçavam antílopes, veados e coelhos. Sementes silvestres, bagas, nozes e outros alimentos foram reunidos. Depois de 1700, novos alimentos foram anotados no registro histórico. Milho azul bebida, pudim, milho mush, bolas de milho, bolo de trigo, bebida de casca de pêssego, pão de papel, pão de farinha, frutos silvestres e frutos de pêra espinhosa tudo se tornou grampos. Após contato com os espanhóis, cabras, cavalos, ovelhas e burros foram criados.
Em Acoma contemporâneo, outros alimentos também são populares, como bolos de maçã, tamales de milho, guisado de pimenta verde com cordeiro, milho fresco e pudim de trigo com açúcar mascavo.
Técnicas de irrigação, como barragens e terraços, foram usadas para fins agrícolas. As ferramentas agrícolas eram feitas de madeira e pedra. O milho colhido seria moído com as mãos e a argamassa.

### Etnobotânica
Uma lista completa de sua etnobotânica pode ser encontrada neste site(68 usos documentados da planta).

### Economia
As práticas econômicas históricas de Acoma são descritas como socialistas ou comunais. O trabalho foi compartilhado e a produção foi distribuída igualmente. As redes de comércio eram extensas, espalhando milhares de quilômetros por toda a região. Durante os horários fixos no verão e no outono, foram realizadas feiras comerciais. A maior feira foi realizada em Taos pelo Comanche. Comerciantes nômades trocavam escravos, peles de couro, couro de búfalo, carne seca e cavalos. As pessoas do povoado indígeno trocavam por ornamentos de cobre e conchas, penas de arara e turquesa. Os Acoma seriam comercializados pela Trilha de Santa Fé a partir de 1821 e, com a chegada das ferrovias na década de 1880, os Acoma tornaram-se dependentes de produtos fabricados nos Estados Unidos. Essa dependência faria com que as artes tradicionais, como a tecelagem e a produção de cerâmica, diminuíssem.
Hoje, os Acoma produzem uma variedade de bens para benefício econômico. Agrícola, cultivam alfafa, aveia, trigo, pimenta, milho, melão, abóbora, legumes e frutas. Eles criam gado e possuem reservas naturais de recursos de gás, geotermia e carvão. As minas de urânio na área forneceram trabalho para os Acoma até o fechamento da década de 1980. Depois disso, a tribo forneceu a maioria das oportunidades de emprego. No entanto, altas taxas de desemprego incomodam o povoado indígeno. O legado das minas de urânio deixou a poluição por radiação, causando a drenagem do lago de pesca tribal e alguns problemas de saúde dentro da comunidade. 

#### Turismo

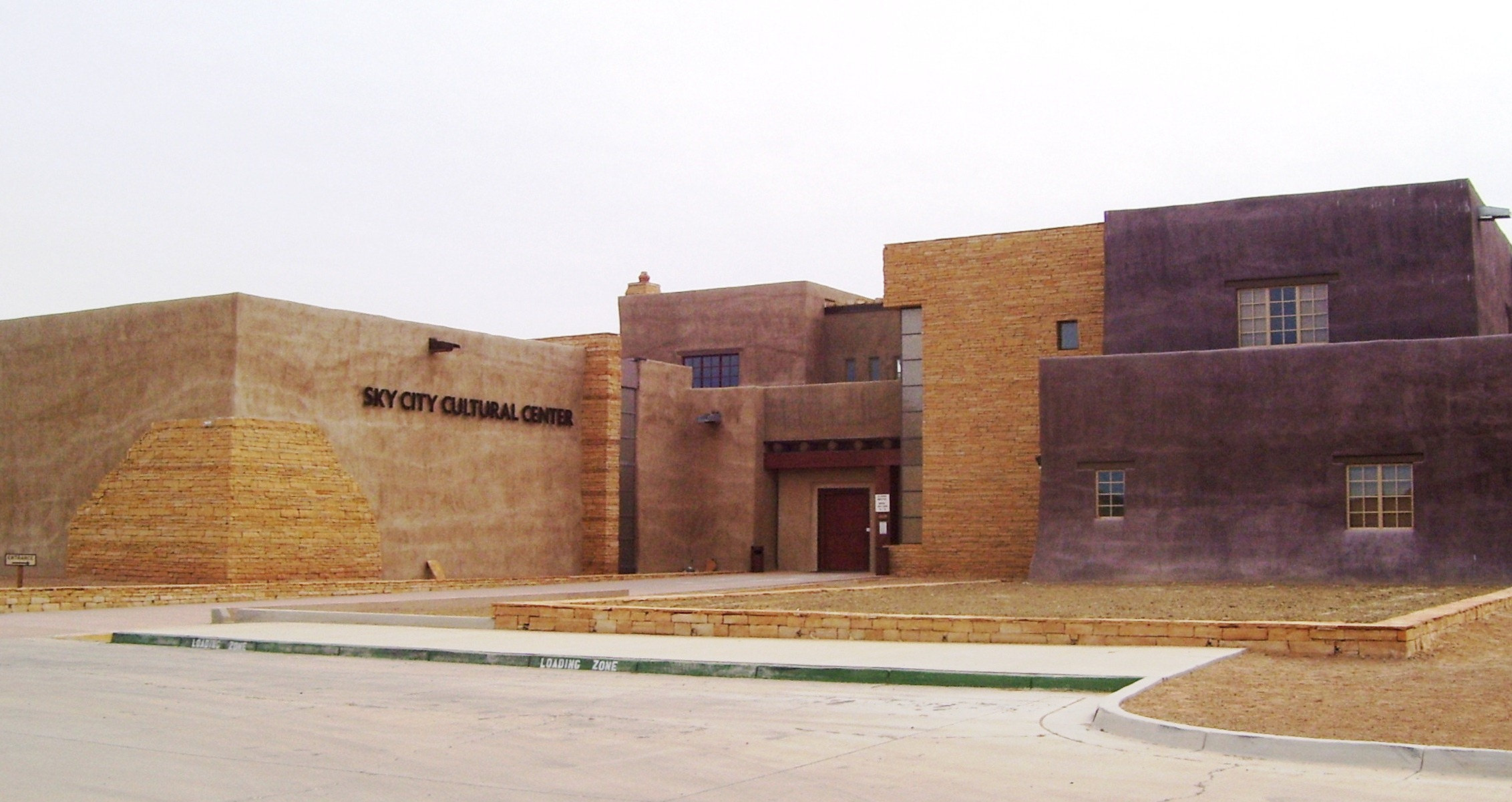
O Centro Cultural Sky City, que inclui o Museu Haak'u

O turismo é uma importante fonte de renda para a tribo. Em 2008, Pueblo Acoma abriu o Centro Cultural Sky City e o Museu Haak'u na base da mesa, substituindo o original, que foi destruído pelo fogo em 2000. O centro e o museu procuram sustentar e preservar a cultura Acoma. Filmes sobre a história dos Acoma são mostrados e um café serve comida tradicional. A arquitetura foi inspirada no design pueblo e nas tradições arquitetônicas indígenas, com portas largas no meio, que nas casas tradicionais facilitam a entrega de suprimentos. Manchas de mica estão nas vidraças, um mineral que é usado para criar janelas de mesa. O complexo também é resistente ao fogo, ao contrário de pueblos tradicionais, e é pintado em tons de rosa e roxo para combinar com a paisagem que o rodeia. A arte tradicional Acoma é exibida e demonstrada no Centro, incluindo chaminés de cerâmica feitas no telhado. Artes e ofícios também trazem renda para a comunidade. 
Acoma é aberto ao público por visita guiada de março a outubro, embora junho e julho tenham períodos de encerramento para atividades culturais. É aconselhável que os visitantes liguem antes para confirmar se estão abertos ou não. Fotografia do Pueblo e da terra circundante é restrita. Passeios e licenças de câmera são adquiridos no Centro Cultural Sky City. Embora a fotografia possa ser produzida com permissão, gravações de vídeo, desenhos e esboços são proibidos.
O Pueblo Acoma também tem um cassino e hotel — o Sky City Casino Hotel. O cassino e o hotel são livres de álcool e são mantidos pelo Acoma Business Enterprise, que supervisiona a maioria das empresas Acoma.

### Artes

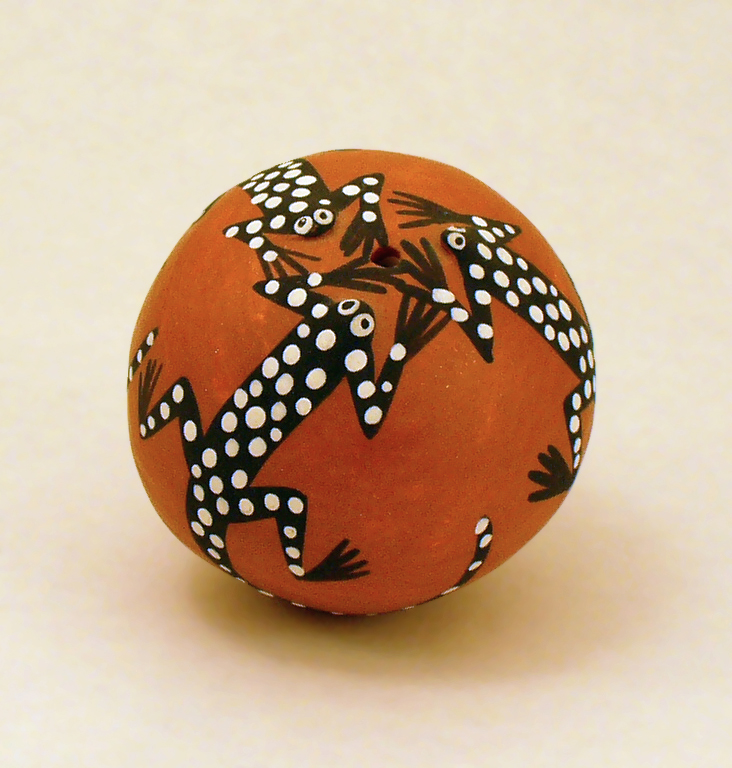
Panela de sementes de Acoma por B. Aragon - tradicionalmente, as sementes eram armazenadas dentro deste tipo de cerâmica e as panelas quebradas conforme necessário

Em Acoma, a cerâmica continua sendo uma das formas de arte mais notáveis. Os homens criavam tecelagens e jóias de prata também. 

#### Cerâmica

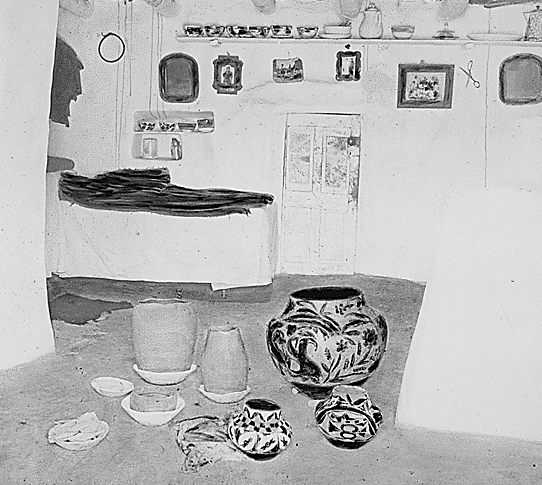
Cerâmica dentro de uma casa, c. 1900

Acoma cerâmica remonta há mais de 1000 anos. Argila local densa, desenterrada em um local próximo, é essencial para a cerâmica Acoma. A argila é seca e fortalecida pela adição de cacos de cerâmica pulverizada. As peças então são moldadas, pintadas e queimadas. Padrões geométricos, thunderbirds e arco-íris são desenhos tradicionais, que são aplicados com o pico de uma mandioca. Após a conclusão, um oleiro golpeava levemente a lateral da panela e a segurava no ouvido. Se o pote não tocar, o pote irá rachar durante o disparo. Se isto fosse encontrado, a peça seria destruída e triturada em cacos para uso futuro.

## Comunidades
- Acomita
- Anzac
- McCartys
- Sky Line
- Linha velha do céu

## Pessoas de Acoma
- Marie Chino, artista de cerâmica tradicional
- Vera Chino, artista de cerâmica tradicional
- Lucy Lewis, artista de cerâmica tradicional
- Simon J. Ortiz, poeta, autor e educador
- Anton Docher, "O Padre de Isleta", sacerdote francês em Acoma durante seu longo período em Isleta.[23]

## Galeria

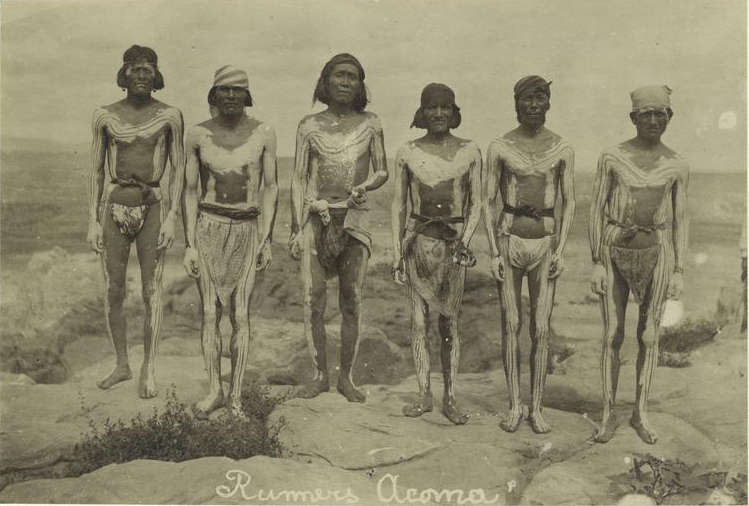
Acoma runners, circa 1909
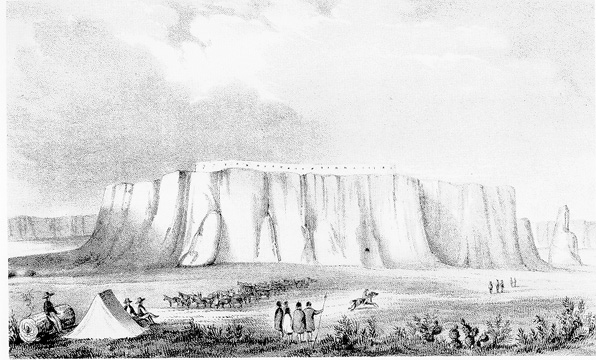
Ilustração da mesa de Acoma desde 1846
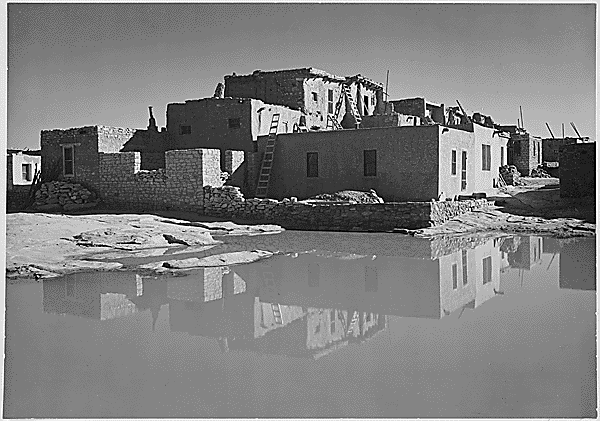
Acoma e seu reflexo em uma piscina de água
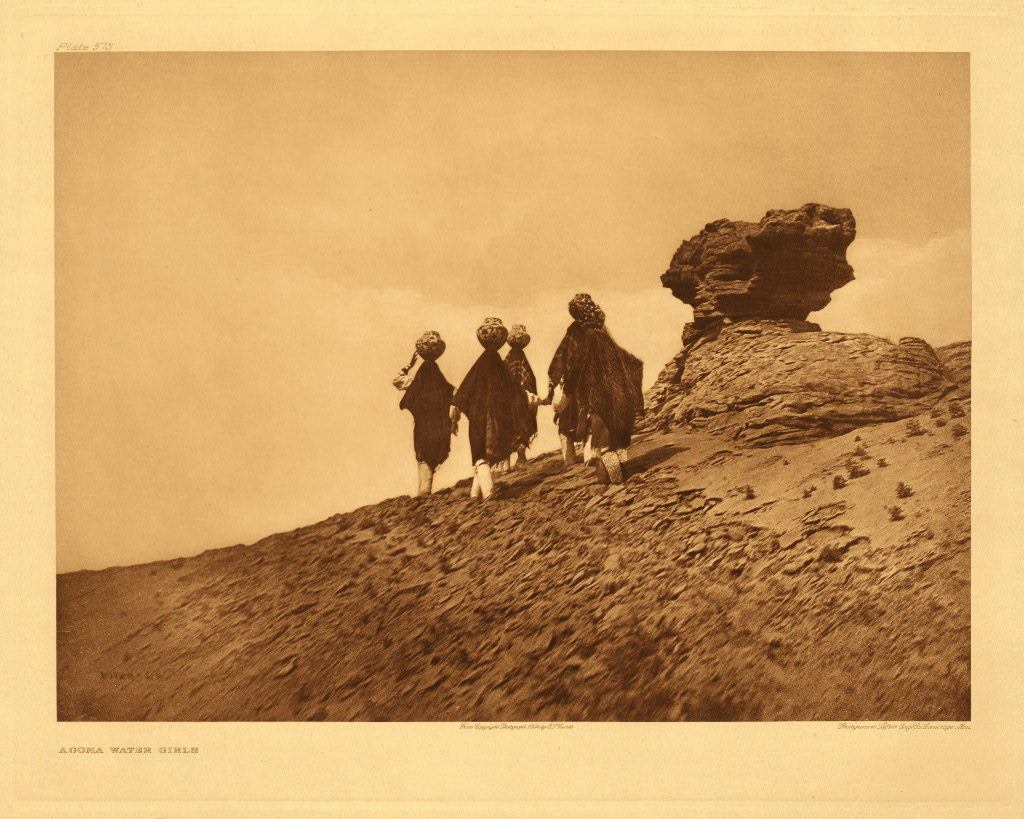
Meninas de água de Acoma por Edward S. Curtis
Festa de San Esteban, Acoma, ca. 1900Festa de San Esteban, Acoma, ca. 1900
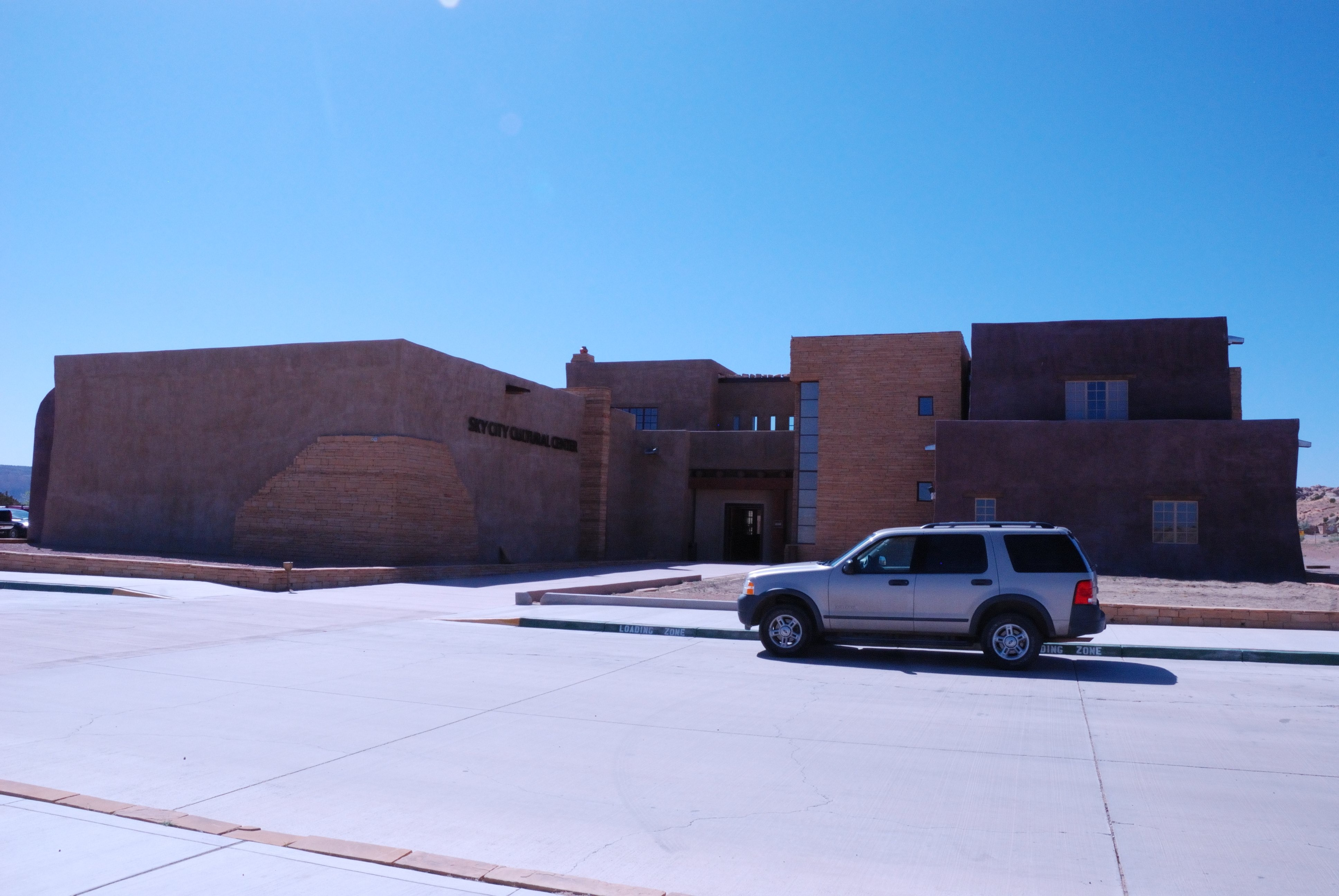
O Centro Cultural Sky City
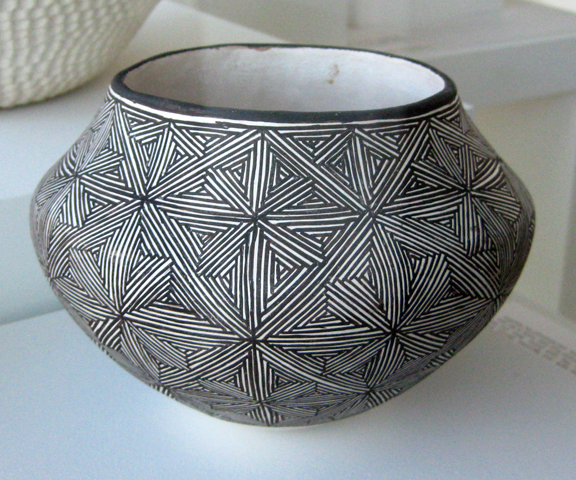
Fineline em preto e branco por Lucy M. Lewis, ca. 1960-1970, coleção do Museu de Arte Fred Jones Jr.
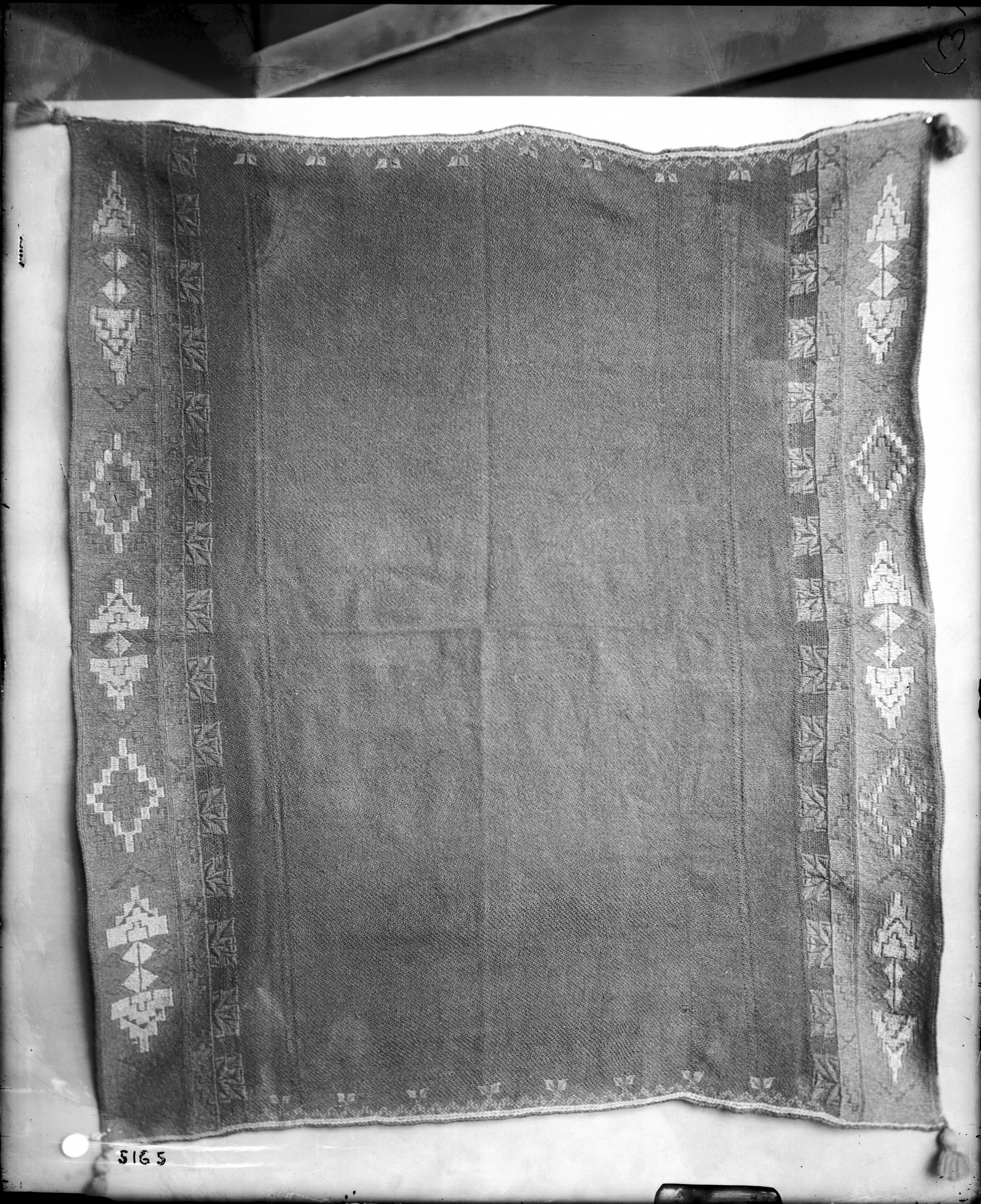
Vestido de Acoma feito por homens, ca. 1898
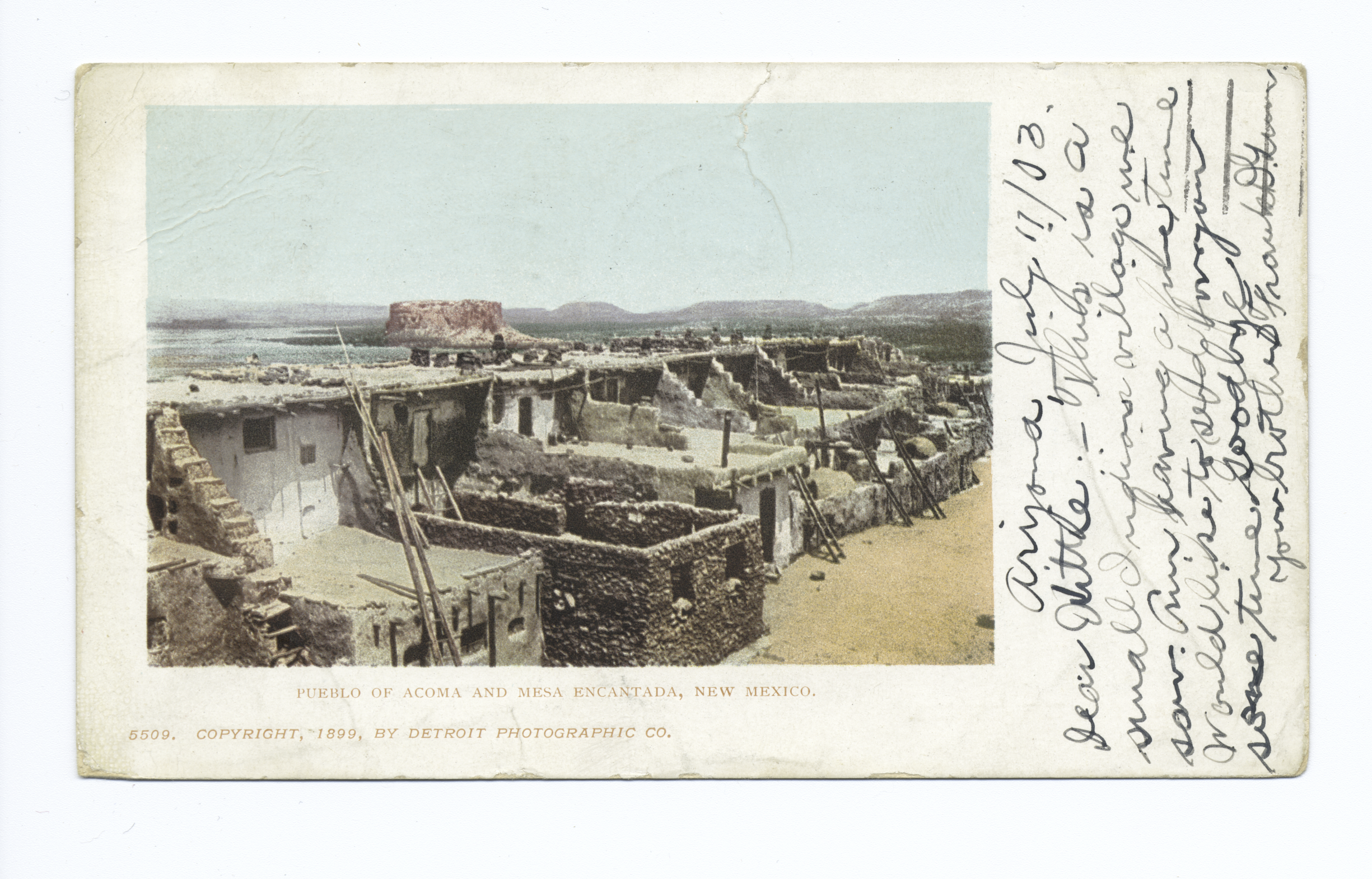
Acoma, Mesa Encantada, 1898
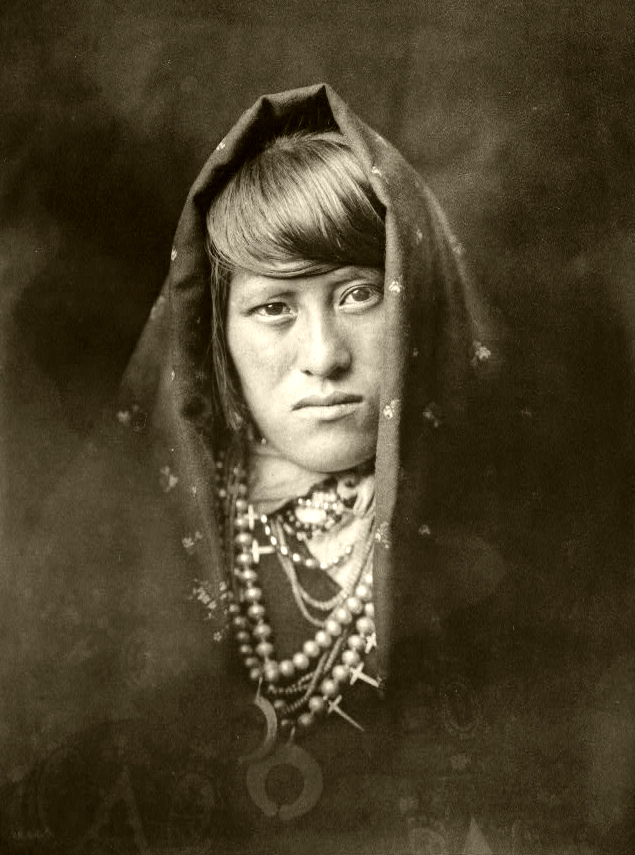
Mulher de Acoma, 1926
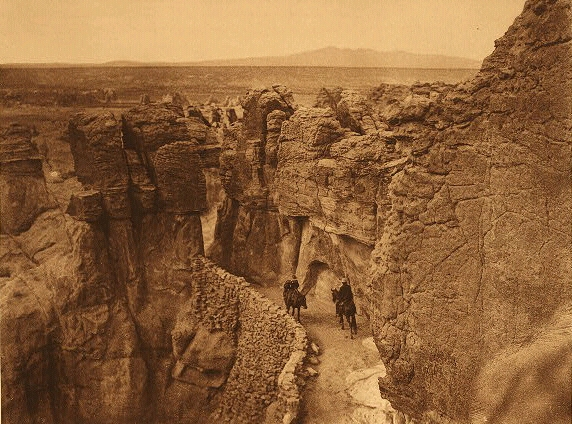
Trilha antiga (entrada) para Acoma, 1904
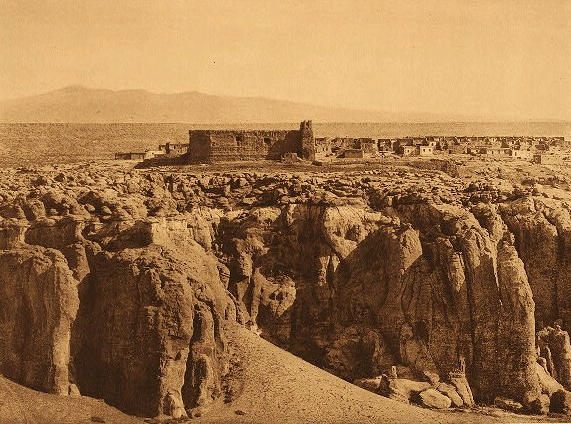
vista de Acoma do sul, 1904
curral entre as paredes de pedra perto do povoado de Acoma, 1886curral entre as paredes de pedra perto do povoado de Acoma, 1886
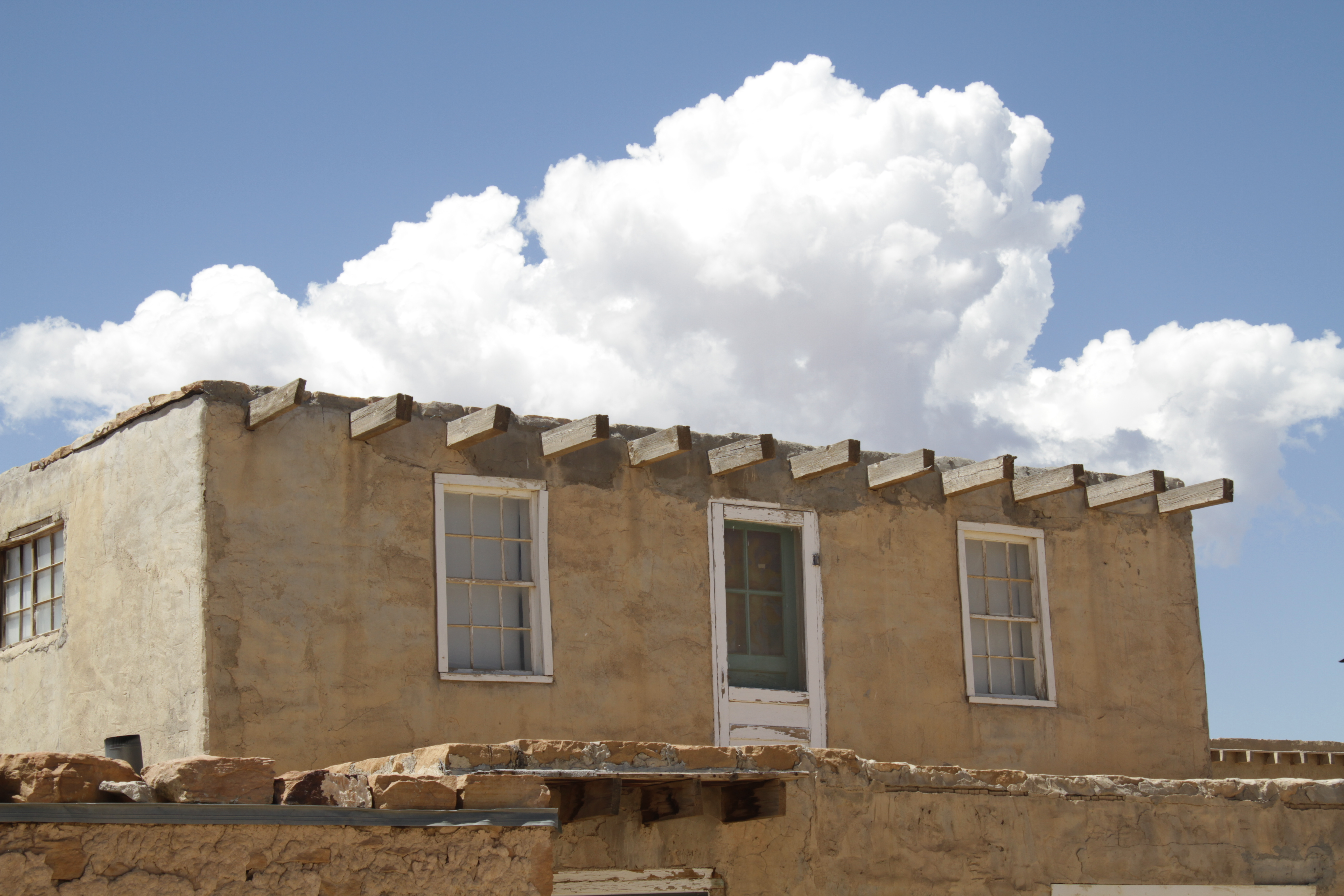
um edifício de Acoma
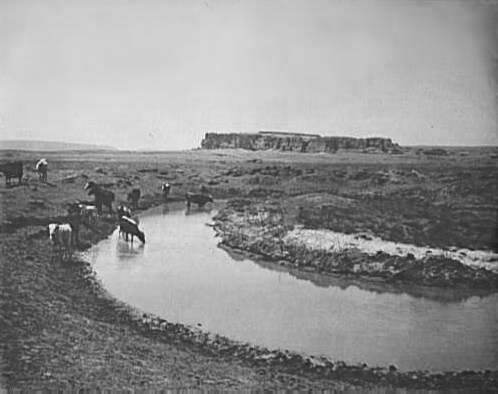
vista de Acoma mesa, 1899